# Sven-Olof Ridder
Sven-Olof Ridder, född 1929, död 2012, var en svensk aerodynamiker och flygplanskonstruktör.
Ridder utbildade sig till civilingenjör och var senare verksam som professor i aerodynamik vid Kungliga Tekniska högskolan.
Han samarbetade med Lars Bergström i två konsultbolag belägna i Sarasota, Florida, där såväl flygplans- som segelbåtskonstruktioner utfördes. Bergström och Ridder uppfann tillsammans windexen, en vindindikator för segelbåtar.
I början av 1980-talet uppmärksammades Ridder för kritik mot det utförande som valts för JAS 39 Gripen. Han menade att en konstruktion med stabilisator bak på flygkroppen, snarare än i fram, var att föredra. Kritiken återupprepades i massmedierna i samband med de haverier som förekom under utvecklingsarbetet.
1992 tilldelades Ridder Thulinmedaljen i guld.
Ridder avled 28 december 2012. 